# Sablia lineata
Sablia lineata là một loài bướm đêm trong họ Noctuidae.